# Luž (přírodní rezervace)
Přírodní rezervace Luž byla na podzim 2011 vyhlášena na vrcholové části hory Luž, jedné z dominant Lužických hor. Přírodní rezervace se nachází na katastrálním území Horní Světlá pod Luží v okrese Česká Lípa, německá část hory byla klasifikována jako rezervace již roku 1967.

## Průzkum lokality
Botanický průzkum v roce 1998 dokladoval v podrostu výskyt náprstníku červeného (Digitalis purpurea), kokoříku přeslenitého (Polygonatum verticillatum), dymnivky duté (Corydalis cava), oměje šalamounka (Aconitum plicatum), čípku objímavého (Streptopus amplexifolius), kapradiny laločnaté (Polystichum aculeatum). Z obratlovců evidováni např. kamzík horský (Rupicapra rupicapra), plch zahradní (Eliomys quercinus), myška drobná (Micromys minutus), bělozubka šedá (Crocidura suaveolens). Byl potvrzen výskyt řady žab, ještěrek i plazů, z ptáků ořešník kropenatý (Nucifraga caryocatactes), datel černý (Dryocopus martius) či krkavec velký (Corvus corax).
V letech 1998 a 1999 byl prováděn na Luži důkladný průzkum zaměřený na entomologii s cílem získat podklady pro vyhlášení ochrany území. Na německé straně je již Luž státem chráněna mj. pro nález 38 druhů ploštic v roce 1963. Závěr průzkumu: nalezeno 207 druhů bezobratlých živočichů, ze zvláště chráněných druhů střevlík zlatý (Carabus auratus), z ohrožených svižník polní (Cicindela campestris), dva druhy střevlíků, tři druhy čmeláků.

## Vyhlášení
Dne 2. září 2011 rezervaci vyhlásila Správa CHKO Lužické hory s platností od 1. října 2011. Lokalita byla vymezena plochou 25,83 ha s ochranným pásmem 50 metrů (dalších 8,49 ha). Vrcholová partie hory Luž (vysoká 793 m n. m.) je na katastru obce Horní Světlá pod Luží, která je součástí obce Mařenice ve správním obvodu města Nový Bor v okrese Česká Lípa.

## Důvod ochrany
Přírodní rezervace na ploše 25,83 ha zahrnuje vrcholovou partii hory kvůli ochraně neovulkanického vrchu s lesními porosty acidofilních a klenových bučin.

## Fotogalerie

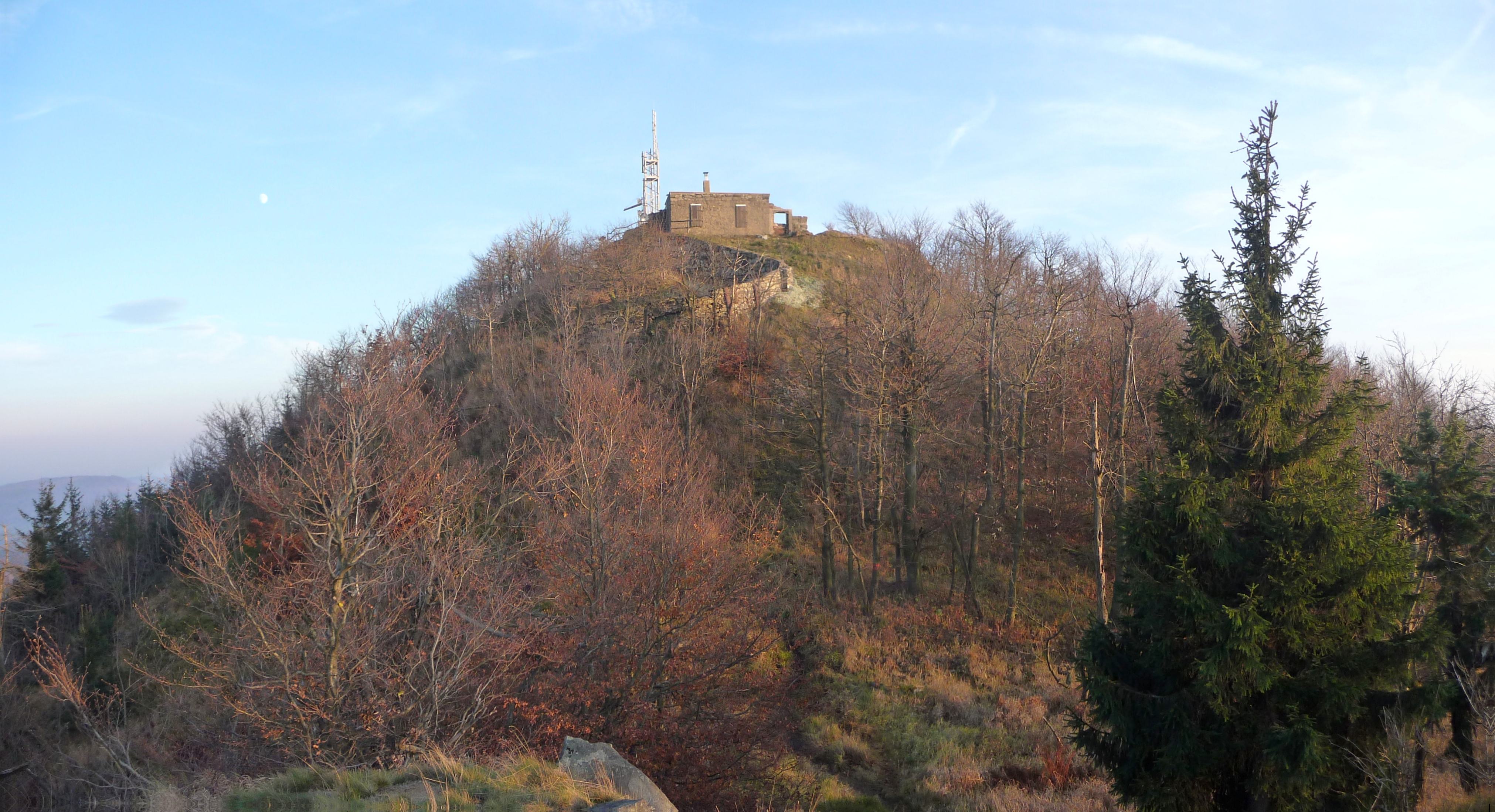
vrchol hory
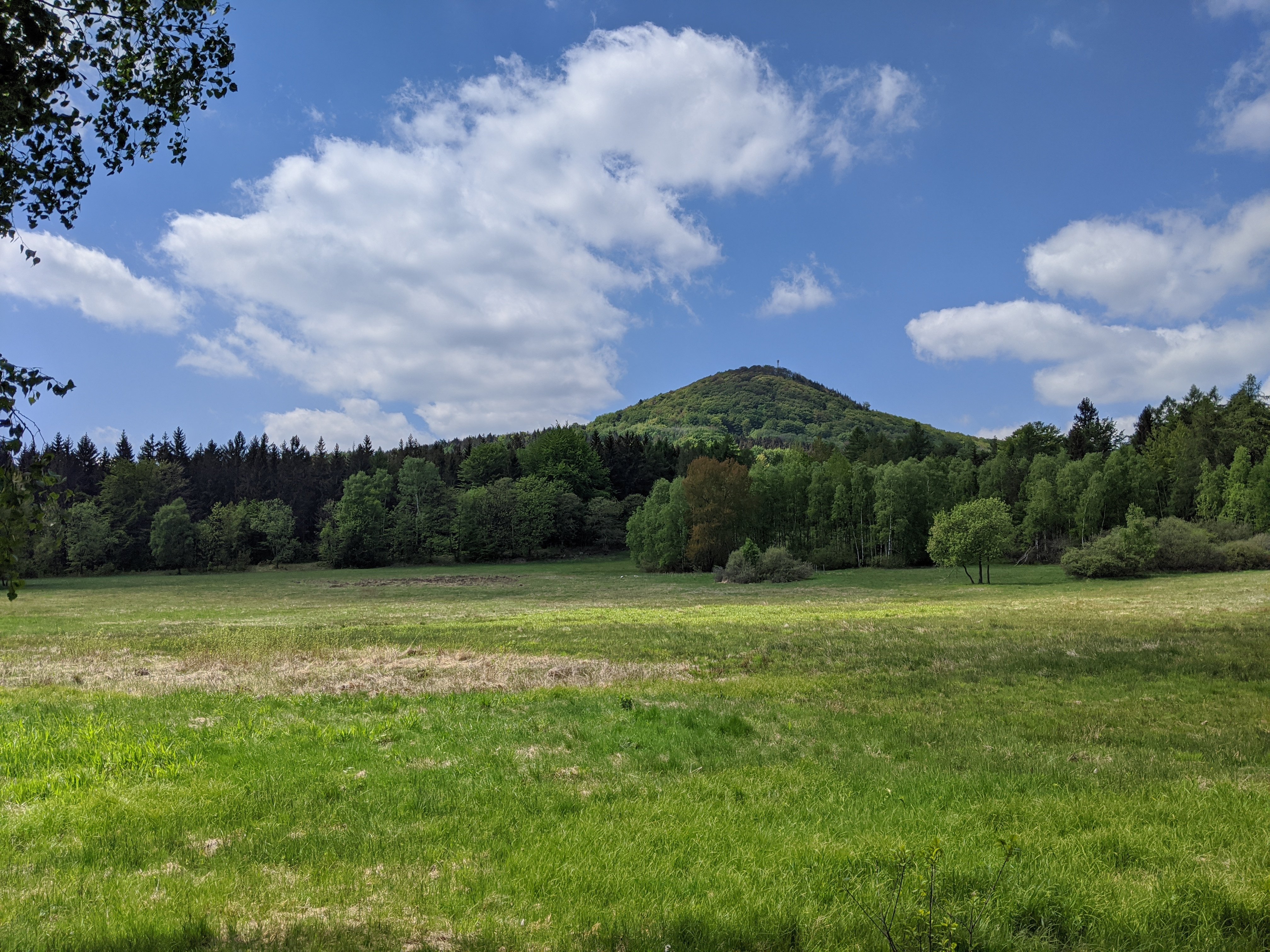
celkový pohled na Luž z rašeliniště Brazilka
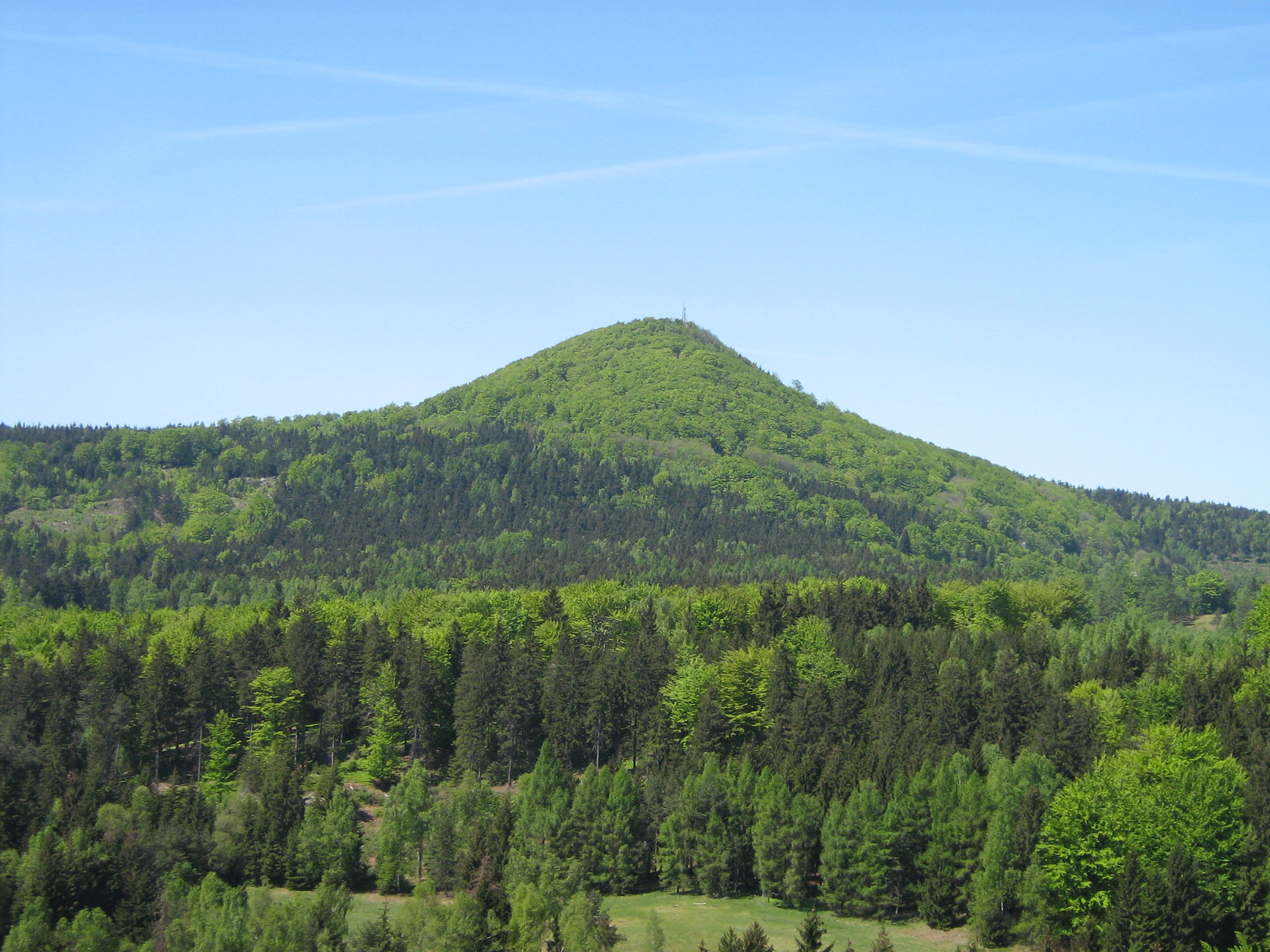
celkový pohled v jarním aspektu
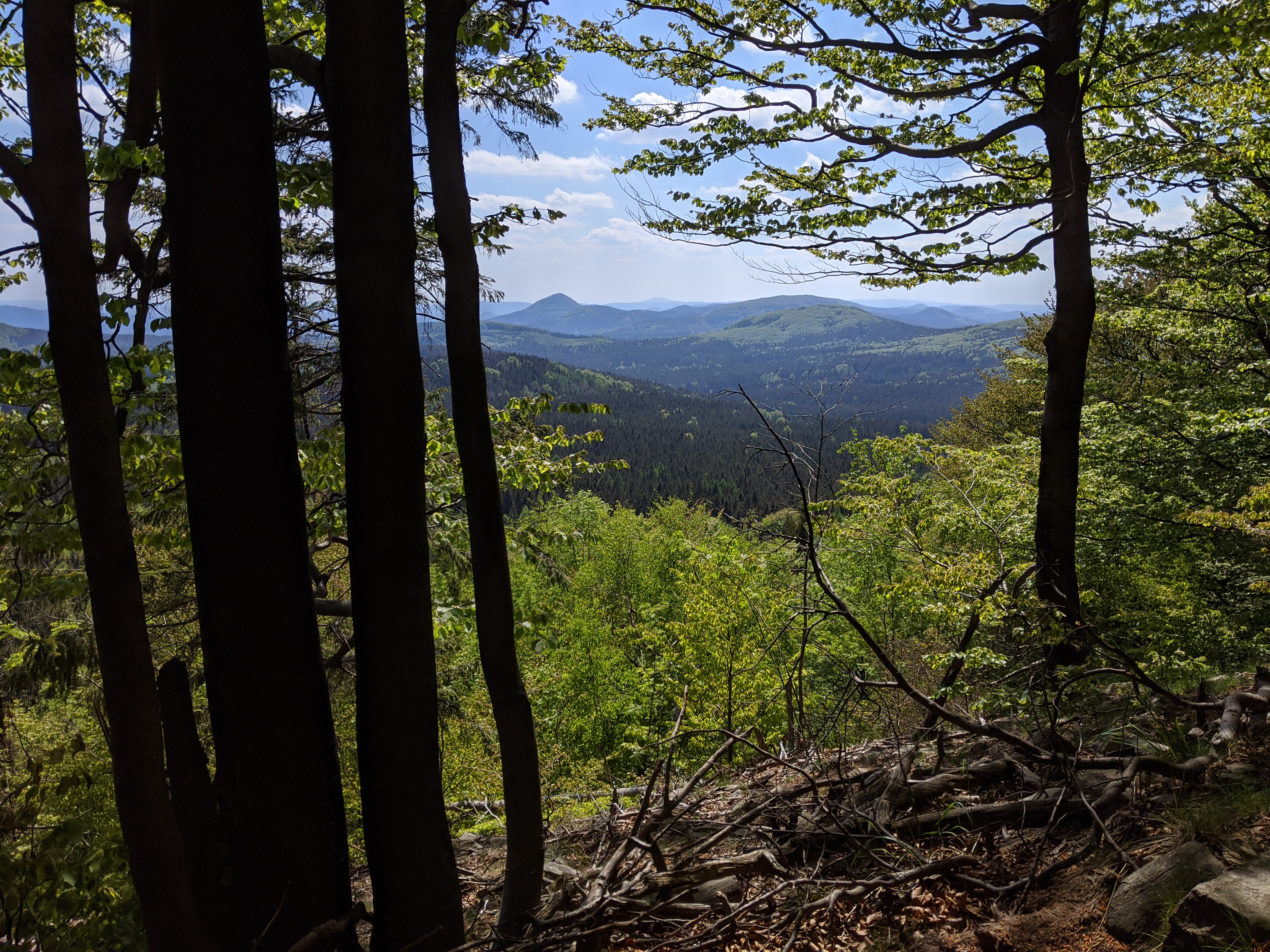
výhled z lesní světliny na Lužické hory
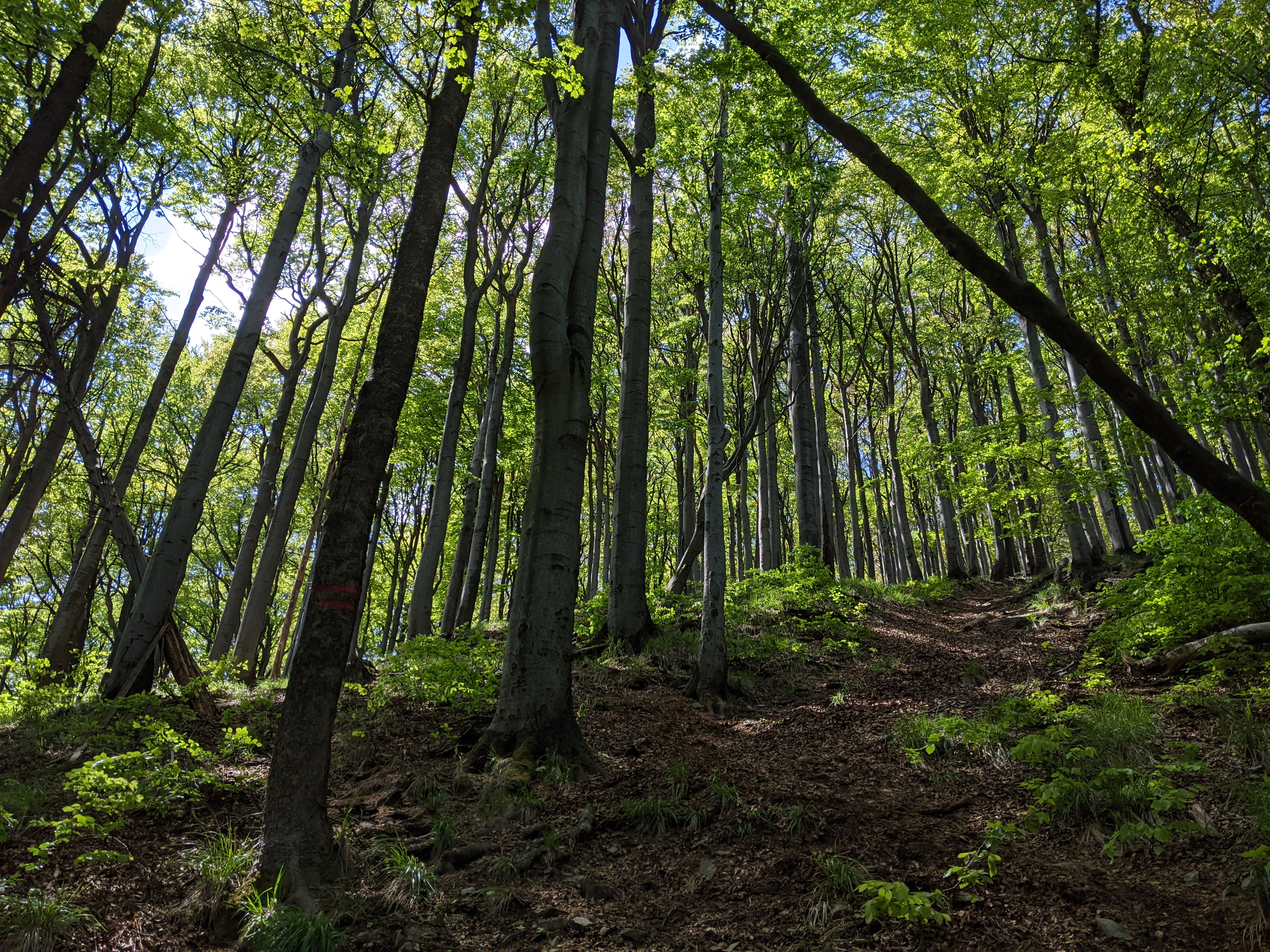
bučina na území PR
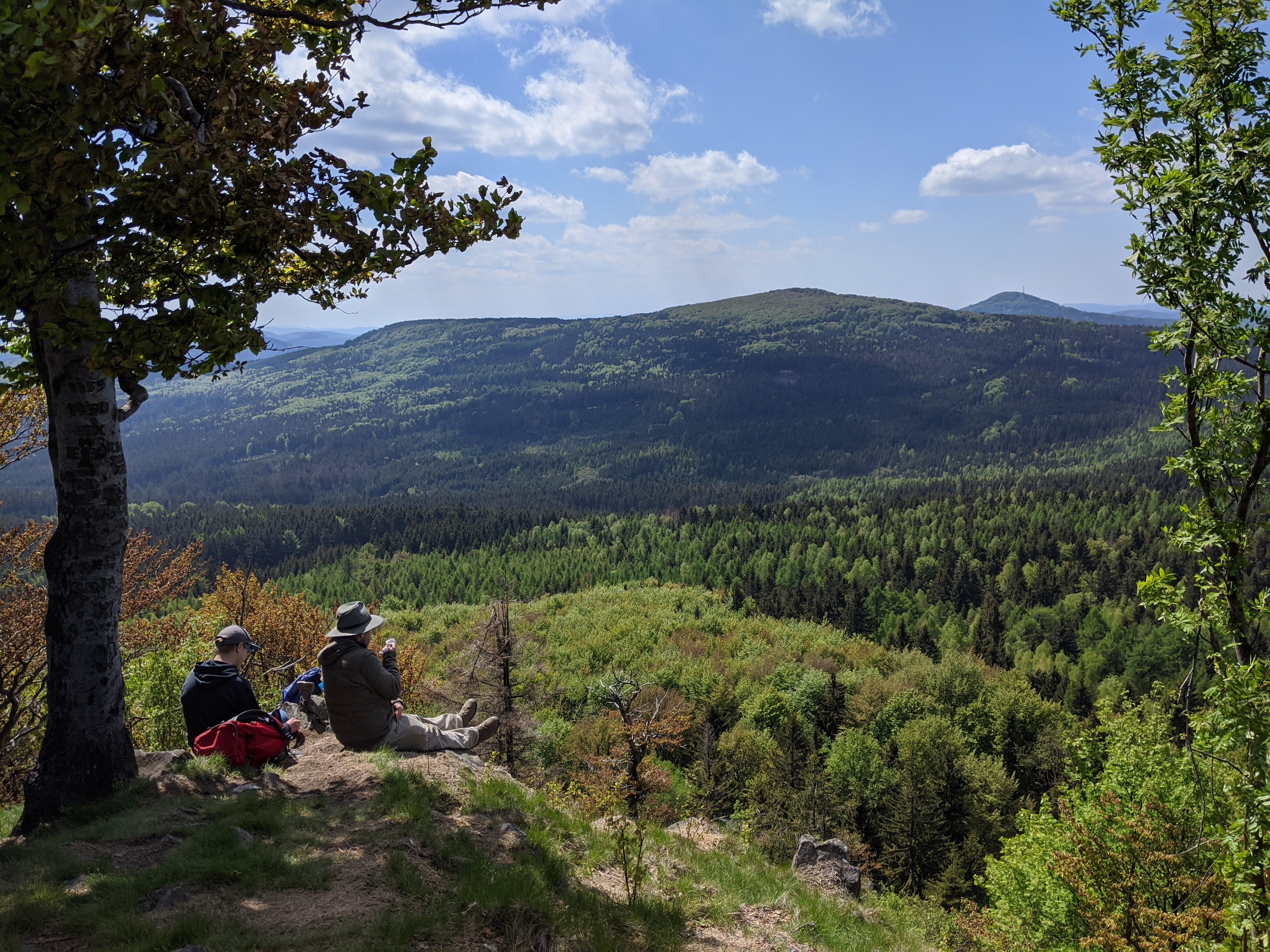
vyhlídka pod vrcholem směrem do Čech